# Vivido scorre il fiume
Vivido scorre il fiume (Bright Flows the River) è un romanzo psicologico della scrittrice britannica naturalizzata statunitense Taylor Caldwell. Pubblicato nel 1978, è il penultimo romanzo dell'autrice.
Il libro ha avuto traduzioni in spagnolo, tedesco e in italiano.

## Trama
Guy Gerald, un ricco uomo d'affari di 55 anni, ha tentato il suicidio ed è ricoverato in stato di forte abbattimento in una clinica per malattie mentali. I familiari, sobillati da Parkinson, il medico di famiglia, contestano i metodi dello psichiatra, dottor Grassner, che cura il paziente con metodi blandi, evitando dosi eccessive di tranquillanti e l'elettroshock. Quando dall'Inghilterra arriva James Meyer, grande amico di Gerald e psichiatra lui stesso, si trova d'accordo con Grassner sul fatto che il paziente potrebbe uscire dallo stato catatonico, se solo lo volesse, perché si tratta di un blocco che nessun altro può fargli superare. La moglie e i figli, interessati al denaro di Guy, vorrebbero tenerlo segregato a vita, ma il cognato Hugh è solidale con Grassner e Meyer.
Infatti l'intera vita di Guy scorre davanti ai suoi occhi: figlio di genitori separati e dai quali ha avuto insegnamenti molto diversi, Guy è un uomo troppo severo con sé stesso e non si è sottratto a un matrimonio  e a una paternità che non gli piacevano, tenendo duro solo per una questione di principio. Ha arricchito la moglie, superprotetto i figli e consentito al cognato di avere una posizione nelle banche da lui dirette, evitando di pensare a quello che lo avrebbe fatto felice. Guy voleva diventare medico e studiare il cancro; inoltre, durante la seconda guerra mondiale aveva perduto il suo primo amore (una ragazza tedesca) e, sostituitala con la moglie Lucy, aveva riversato sulla povera donna un mare di odio e fiele. Affezionatosi in seguito a Beth Turner, una vedova capace di dargli amore e comprensione, non aveva pensato a un futuro con lei ed anzi l'aveva offesa la sera in cui poi aveva tentato di togliersi la vita.
L'intervento di James costringe Guy a uscire dal mutismo, ma ancora non sa che fare di se stesso. Intanto James comprende l'affinità con la vita dell'amico e persino con quella del simpatico Hugh. Tutti hanno un'amante che preferiscono a ogni altro essere al mondo, ma solo James non è sposato. La sua donna, Lady Emma Godwin, ha promesso di raggiungerlo in America ma si fa misteriosamente attendere. L'arrivo di Emma, la scoperta che è malata e le resta qualche mese di vita, impongono a James di staccarsi da Guy che continuerebbe a nascondersi all'infinito nel suo collasso psicologico. James gli fa una scenata e se ne va talmente sconvolto che Guy trova la forza di reagire. Dopo aver scritto a ciascuno dei familiari, Guy torna da Beth, definitivamente. La resa dei conti con moglie e figli sembra lasciare strascichi incancellabili, ma tanti anni di infelicità hanno inciso così a fondo che, dopo il primo drammatico momento, i parenti si fanno facilmente una ragione e la smettono di accanirsi l'un l'altro. La serenità giunge anche per James (che sposa Emma) e Hugh, al quale Guy ha donato gran parte del suo patrimonio.

## Edizioni in italiano
- Taylor Caldwell, Vivido scorre il fiume, traduzione dall'inglese di Mercedes Giardini Ozzola, Milano: Dall'Oglio, 1981
- Taylor Caldwell, Vivido scorre il fiume, traduzione di Mercedes Giardini Ozzola, Milano: A. Mondadori, 1991